# Enrico Butti
Enrico Butti (Viggiù, 3 april 1847 - aldaar, 21 januari 1932) was een Italiaanse beeldhouwer, voornamelijk actief in Milaan . Hij creëerde voornamelijk funeraire kunst en herdenkingsmonumenten . Hij was professor beeldhouwkunst aan de Accademia di Brera van 1893 tot 1913.
- Bibliothèque nationale de France: cb16775498h (data)
- Gemeinsame Normdatei: 123889472
- International Standard Name Identifier: 0000 0000 6681 3582
- Library of Congress Control Number: no2008060485
- RKD-Nederlands Instituut voor Kunstgeschiedenis: 426507
- Istituto Centrale per il Catalogo Unico: CUBV029866
- Système universitaire de documentation: 178455652
- Union List of Artist Names: 500010912
- Virtual International Authority File: 27990558
- WorldCat: E39PBJhMmdkWjQyHVgJHPwKcfq